# Beneventói csata
A beneventói csata 1266. február 26-án zajlott a dél-itáliai Benevento közelében, a trónkövetelő Capet Károly francia királyi herceg, Anjou grófja és Hohenstauf Manfréd szicíliai király csapatai között, a guelfek és ghibellinek háborúi során. A csatában Manfréd király elesett, serege vereséget szenvedett, a Szicíliai Királyságot Anjou Károly szerezte meg.

## Előzmények
A 13. század közepén a pápaság viszályban állt a Stauf császári házzal, az Itália fölötti világi főhatalom kérdésében. 1266-ban a Szicíliai Királyság és több dél-itáliai szárazföldi tartomány Hohenstauf Manfréd uralma alatt állt, aki az 1250-ben elhunyt II. Frigyes császár házasságon kívül született fia volt. A szicíliai trón törvényes örököse Hohenstaufen Konrád (Konradin / Conradino)  herceg volt, az 1254-ben elhunyt IV. Konrád német király (I. Konrád néven szicíliai király) fia, az elhunyt Frigyes császár törvényes unokája, az utolsó törvényes Hohenstauf-ivadék. 1258-ban Konradin az Alpoktól északra, a Bajor Hercegségben tartózkodott, és (később hamisnak bizonyult) hír szerint ott el is hunyt. A halálhír hallatán Hohenstauf Manfréd elfoglalta Szicília trónját. Mivel Szicília a pápa hűbérese volt, IV. Orbán pápa úgy döntött, Manfrédot jogtalan bitorlónak tekinti. 1263-ban titkos paktumot kötött Capet Károly francia királyi herceggel, Anjou grófjával (1227–1285), VIII. Lajos király legifjabb fiával, IX. Lajos király öccsével, Provence, Forcalquier és Maine urával, akinek katonai segítség fejében odaígérte Szicília trónját.
1265-ben Anjou Károly herceg Szicília megszerzésére indult, főseregével átkelt az Alpokon. Manfréd király serege megkésve, 1266 januárjában indult hadba, amikor Károly már Itáliában járt. Amikor Károly seregével Rómába ért, elfogyott a pénze, és ő is átmeneti veszteglésre kényszerült. Manfréd király seregét sorozatos szökések gyengítették, és további átállásoktól is kellett tartania, ezért Manfréd igyekezett Károlyt mielőbb döntő ütközetre kényszeríteni. Egy kockázatos manőverrel Károly átkelt az Appennineken, hogy Manfréd hátába kerüljön, de Manfréd értesült a Károly mozgásáról és seregével erős állásban elsáncolta magát a campaniai Calore folyó hídjánál, az egyetlen helyen, ahol Károly serege átkelhetett a folyón.

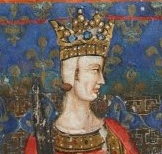
Anjou Károly
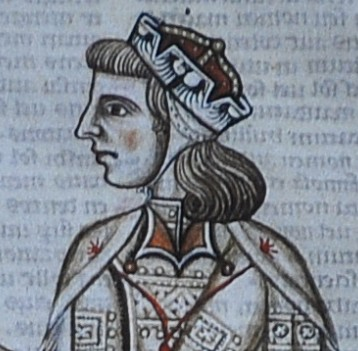
Hohenstaufi Manfréd
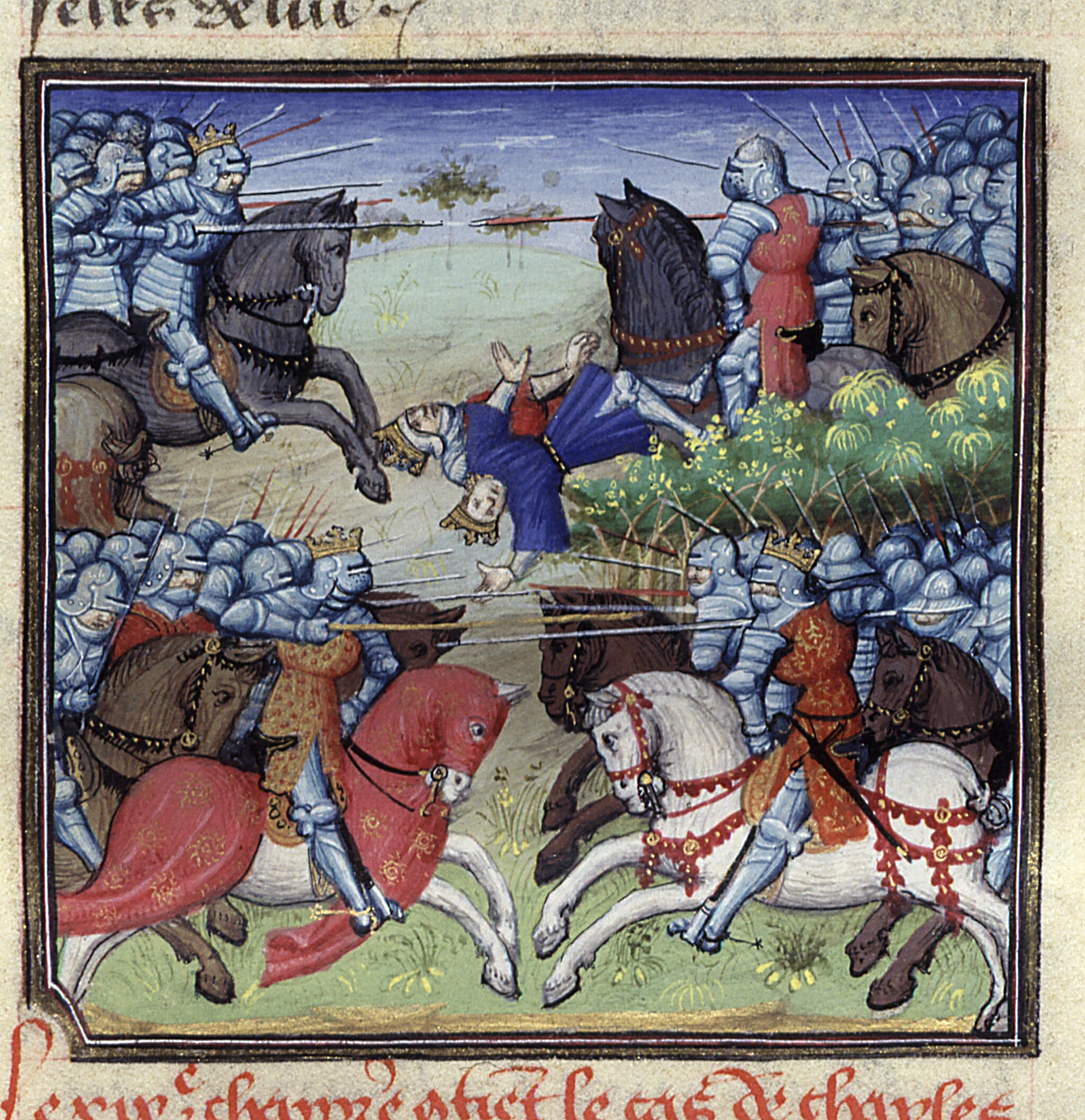
Manfréd halála a csatában
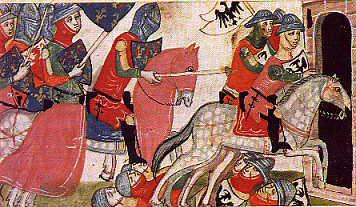
Giovanni Villani: Nuova Cronica

## A csatarend
Anjou Károly három részre osztotta lovasságát. Az első vonalba 900 provence-i lovast állított (a teljes gyalogsággal együtt), élükre III. Guy de Lévis-t, Mirepoix urát és II. Philipp de Montfort-t, Castres urát állította. Mögöttük 400 olasz, 1000 languedoc-i és közép-franciaországi lovas sorakozott fel, őket maga Károly vezette. A harmadik vonalat 700 észak-franciaországi és flamand lovas állt, őket Gilles de Trazegnies, Franciaország connétable-ja és III. Róbert flamand gróf parancsnokolta.
Hohenstaufen Manfréd király hasonló rendet alakított ki: az első vonalba szaracén íjászokat állított, mögéjük 1200 pikkelypáncélos német zsoldost, Giordano Lancia és Galvano d’Anglona parancsnoksága alatt. (A vaslemez-pikkelyekkel kivarrt védőruha a kor újdonságának számított). A második harcvonalban 1000 olasz zsoldos és 300 szaracén könnyűlovas állt, Manfréd nagybátyjának, Galvano Lanciának parancsnoksága alatt. A harmadik vonal a Szicíliai Királyság 1400 bárója és nemesei alkották, élükre maga Manfréd király állt.

## A csata
A csata részleteiről nem maradt fenn dokumentált beszámoló. A nép ajkán fennmaradt legenda a következő:
A csata reggelén Manfréd könnyű lovasokat és szaracén íjászokat küldött át a Calore folyó hídján. Ezek elűzték Károly gyalogságát, de az első vonalba állított lovasság visszaverte őket. Manfréd (vagy alparancsnoka) ekkor hibás döntést hozott, első harcvonala idő előtt átkelt a hídon, hogy ellencsapást mérjen. A páncélruhás német zsoldosok kezdetben feltartóztathatatlanul nyomultak előre, áttörték Károly második harcvonalát is. Károly emberei végül felfedezték, hogy a lemezpikkelyes páncélruha hónaljban nem védi viselőjét, és ide irányzott szúrásokkal leverték a németeket.
A csata sorsa megfordult, Manfréd második vonalának sorai a folyó hídján át nyomultak a csatatérre, de a túlsó oldalra átérve Károly harmadik vonala oldalba támadta és megsemmisítette őket. Az olasz zsoldosok vereségét látva a Manfréd harmadik harcvonalát alkotó szicíliai nemes lovagok nagy része dezertált. Manfréd király megmaradt kísérőivel megkísérelte átvágni magát, de valamennyien elestek a harcban.

## Következmények
Manfréd király hadseregének megsemmisülésével összeomlott a Stauf-ház itáliai uralma. Anjou Károly gyakorlatilag ellenállás nélkül meghódoltatta az egész Szicíliai Királyságot, és a pápa elismerte őt annak uralkodójává, I. Károly király néven. Manfréd családját, feleségét, kiskorú gyermekeit a győztes fogságba vetette, fiait megvakíttatta és örökös fogságba vetette, többi gyermekét, feleségét és rokonait is hosszú időre börtönbe záratta. Az új uralkodó nyugodtan készülhetett a következő trónkövetelővel való összecsapásra. Hohenstauf Konrád serege 1268-ban érkezett Közép-Itáliába, őt Károly a 1268. augusztus 23-án, az Abruzzókban, a tagliacozzói csatában legyőzte, biztosítva a francia Anjouk uralmát Szicília és Nápoly fölött.